# Довжоцька сільська рада (Кам'янець-Подільський район)
Довжо́цька сільська́ ра́да — адміністративно-територіальна одиниця та орган місцевого самоврядування в Кам'янець-Подільському районі Хмельницької області. Адміністративний центр — село Довжок.

## Загальні відомості
Довжоцька сільська рада утворена в 1923 році.
- Територія ради: 62,49 км²
- Населення ради: 5 037 осіб (станом на 2001 рік)

## Населені пункти
Сільській раді були підпорядковані населені пункти:
- с. Довжок
- с. Нагоряни

## Склад ради
Рада складалася з 26 депутатів та голови.
- Голова ради: Рябий Руслан Петрович
- Секретар ради: Гаврищук Галина Іванівна

### Керівний склад попередніх скликань
| Прізвище, ім'я, по батькові          | Основні відомості                                                                        | Дата обрання | Дата звільнення |
| ------------------------------------ | ---------------------------------------------------------------------------------------- | ------------ | --------------- |
| Домбровський Олександр Станіславович | Сільський голова, 1960 року народження, член Української республіканської партії «Собор» | 26.03.2006   | 31.10.2010      |
| Рябий Руслан Петрович                | Сільський голова, 1977 року народження, освіта незакінчена вища, безпартійний            | 31.10.2010   |                 |

Примітка: таблиця складена за даними сайту Верховної Ради України

### Депутати
За результатами місцевих виборів 2010 року депутатами ради стали:

#### За суб'єктами висування
| Суб'єкт висування      | Кількість обраних депутатів | %    |
| ---------------------- | --------------------------- | ---- |
| Самовисування          | 23                          | 88,5 |
| Народна партія         | 1                           | 3,8  |
| Партія «Народна влада» | 1                           | 3,8  |
| Партія регіонів        | 1                           | 3,8  |

#### За округами
| № округу               | Прізвище, ім'я, по батькові       | Дата визнання обраним | Освіта             | Партійна приналежність      | Відомості про обраного депутата                                             |
| ---------------------- | --------------------------------- | --------------------- | ------------------ | --------------------------- | --------------------------------------------------------------------------- |
| Народна Партія         |                                   |                       |                    |                             |                                                                             |
| 6                      | Чайка Павло Васильович            | 01.11.2010            | середня            | позапартійний               | тимчасово не працює                                                         |
| Партія «Народна влада» |                                   |                       |                    |                             |                                                                             |
| 21                     | Гейдаров Олександр Володимирович  | 01.11.2010            | вища               | член Партії «Народна влада» | тимчасово не працює                                                         |
| Партія регіонів        |                                   |                       |                    |                             |                                                                             |
| 9                      | Ліпковський Віталій Вікторович    | 01.11.2010            | вища               | член Партії регіонів        | приватний підприємець                                                       |
| Самовисування          |                                   |                       |                    |                             |                                                                             |
| 1                      | Вербівська Людмила Володимирівна  | 01.11.2010            | середня спеціальна | позапартійна                | Довжоцький дитячий садок, медична сестра                                    |
| 2                      | Сімашкевич Оксана Петрівна        | 01.11.2010            | вища               | позапартійна                | Довжоцький навчально-виховний комплекс, психолог                            |
| 3                      | Кашуба Наталія Леондівна          | 01.11.2010            | вища               | член Партії регіонів        | Довжоцький дитячий садок, вихователь                                        |
| 4                      | Гонтар Олександр Антонович        | 01.11.2010            | вища               | позапартійний               | Довжоцький навчально-виховний комплекс, викладач                            |
| 5                      | Домбровський Станіслав Михайлович | 01.11.2010            | вища               | позапартійний               | пенсіонер                                                                   |
| 7                      | Астапенко Віра Станіславівна      | 01.11.2010            | середня            | позапартійна                | Кам'янець-Подільське медичне училище, бухгалтер                             |
| 8                      | Зелінська Жанна Петрівна          | 01.11.2010            | вища               | позапартійна                | приватний підприємець                                                       |
| 10                     | Афіцька Ліана Олександрівна       | 01.11.2010            | середня спеціальна | позапартійна                | Довжоцька сільська рада, діловод                                            |
| 11                     | Рудніцька Світлана Василівна      | 01.11.2010            | вища               | позапартійна                | Земельно-аграрний центр                                                     |
| 12                     | Гаврищук Василь Іванович          | 01.11.2010            | середня спеціальна | позапартійний               | ДП «Довжоцький спиртовий завод», інженер-енергетик                          |
| 13                     | Желізник Людмила Францівна        | 01.11.2010            | вища               | позапартійна                | Довжоцький дитячий садок, завідувачка                                       |
| 14                     | Медвецький Ігор Олександрович     | 01.11.2010            | вища               | позапартійний               | ДП «Довжоцький спиртовий завод», заступник директора                        |
| 15                     | Гаврищук Галина Іванівна          | 01.11.2010            | вища               | позапартійна                | Довжоцька сільська рада, секретар                                           |
| 16                     | Маковський Василь Вікторович      | 10.01.2011            | середня            | позапартійний               | ТзОВ «Шанс», директор                                                       |
| 17                     | Бабюх Олександр Вікторович        | 01.11.2010            | середня спеціальна | позапартійний               | приватний підприємець                                                       |
| 18                     | Павлюк Валерій Миколайович        | 01.11.2010            | середня спеціальна | позапартійний               | пенсіонер                                                                   |
| 19                     | Овчарук Володимир Антонович       | 01.11.2010            | вища               | позапартійний               | Центр «Довголіття», завідувач господарської частини                         |
| 20                     | Пацан Лариса Петрівна             | 01.11.2010            | середня            | позапартійна                | Довжоцька сільська рада, начальник військово-облікового столу               |
| 22                     | Доротюк Сергій Михайлович         | 01.11.2010            | вища               | позапартійний               | Управління держкомзему в Кам'янець-Подільському районі, головний спеціаліст |
| 23                     | Гедейчук Микола Іванович          | 01.11.2010            | середня            | позапартійний               | пенсіонер                                                                   |
| 24                     | Юрчак Іван Захарович              | 01.11.2010            | середня            | позапартійний               | Кам'янець- Подільська ЦРЛ, водій                                            |
| 25                     | Бавковий Віталій Миколайович      | 01.11.2010            | вища               | позапартійний               | тимчасово не працює                                                         |
| 26                     | Постоловська Лілія Іванівна       | 01.11.2010            | вища               | позапартійна                | Довжоцька сільська рада, головний бухгалтер                                 |